# Euthyme (archimandrite)
Pour les articles homonymes, voir Euthyme.

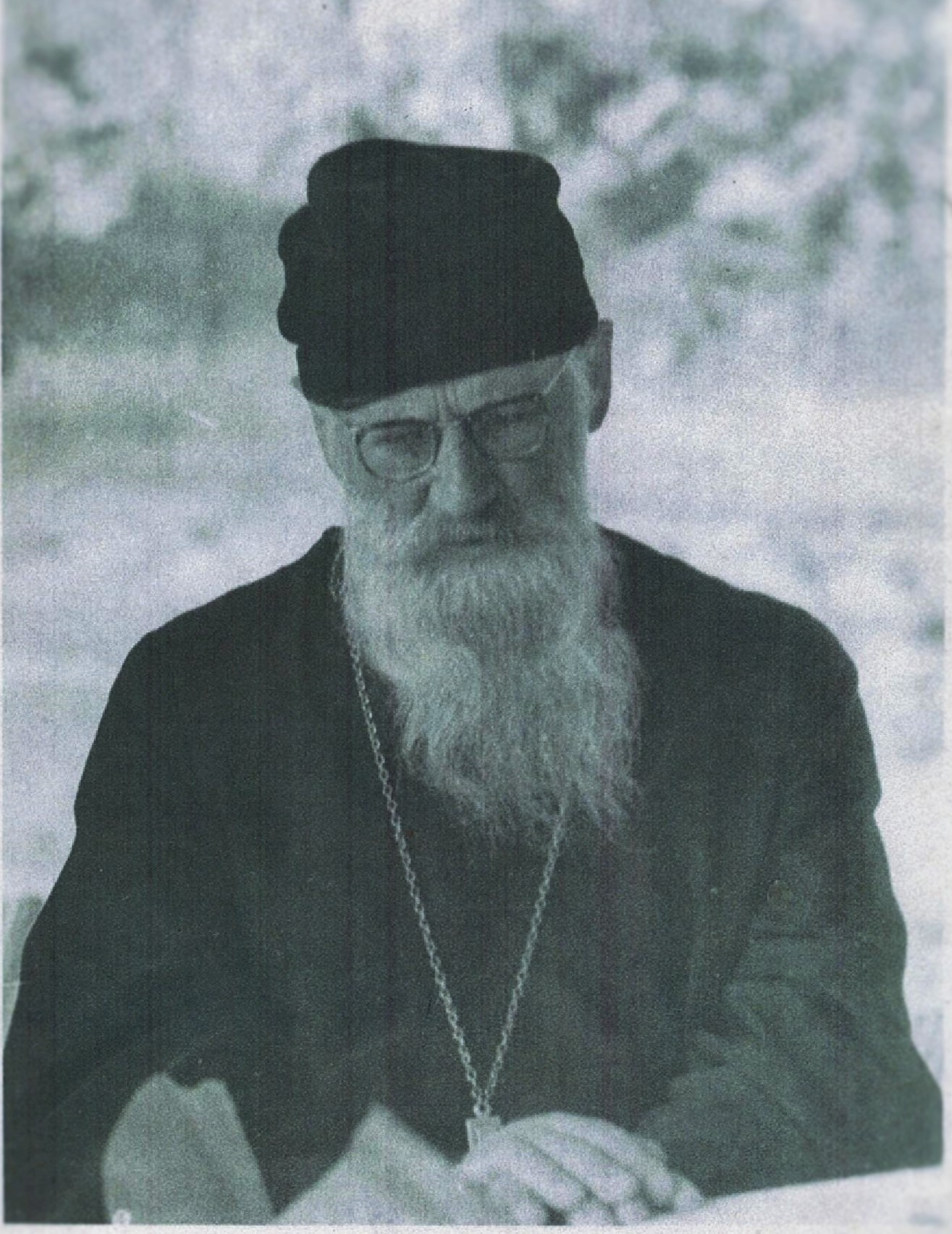
Archimandrite Euthyme (Grigori Vendt, 1894—1973).

L’archimandrite Euthyme (en russe : Архимандрит Евфимий), né Grigori Alexandrovitch Vendt (en russe : Григорий Александрович Вендт) le 19 avril 1894 à Serguiev Possad (Empire russe) et mort le 18 avril 1973 au skite Notre-Dame-de-Kazan (Patriarcat œcuménique de Constantinople) de Moisenay, est un hiéromoine orthodoxe.

## Biographie
Diplômé en 1915 de l'École d'ingénieurs militaires de Pétrograd il s'engage pendant la guerre civile russe dans les armées blanches, avec lesquelles il est évacué fin 1920 à Gallipoli. Il poursuit ensuite des études d'ingénieur en Tchécoslovaquie avant de s'orienter dans une voie religieuse en 1932.

## Voie religieuse
Philosophe, sophiologue, représentant de théologie mystique, issue de la linguistique, de la géométrie sacrée et de la poésie phonétique, l'archimandrite Euthyme a été pendant plus de trente ans, de 1938 jusqu'à sa mort, le confesseur des moniales du monastère de Notre Dame de Kazan à Moisenay, petit village près de la ville de Melun situé à une cinquantaine de kilomètres de Paris. Initialement, le skite comptait seulement quatre religieuses en 1938 : mère Eudoxie (Courtin) et mère Dorothée, qui étaient sœurs, mère Théodosie (Solomiants) et mère Blandine (Obolensky). Par la suite, les autres moniales se joignirent à elles. En 1943, le père Euthyme devint higoumène ; il fut élevé au rang d’archimandrite quatre ans plus tard.
Parallèlement et tout au long de sa vie, il a écrit un traité énigmatique, « Dessiner et désigner les attaches du Détaché. Graphisme et lgrammaire du Dogme ». Ce manuscrit n'a jamais été publié.

## Construction de l’église
Ingénieur de formation et ancien élève de l'Institut de théologie orthodoxe Saint-Serge (son maître spirituel était le père Sergueï Boulgakov), pendant son séjour au monastère de ND de Kazan il a conçu et construit une petite église. Elle a été ensuite décorée par les fresques de Grégoire Krug, un célèbre peintre d'icônes russes, lors d'un de ses passages.
En 1954, l’archimandrite Euthyme termina d’échafauder le plan de construction de l’église. Aidé des moniales et de quelques émigrés russes, il rassembla des pierres dans les champs environnants pour la construction. Il fabriquait lui-même le ciment et construisit lui-même les murs. Le travail progressa lentement en raison du manque de matériel. Par ailleurs, le père Euthyme souffrait régulièrement de maladies et d’affections. Au demeurant, il percevait cette diminution physique, qui renforçait sa conscience de l’impermanence de tous les aspects du monde matériel, comme une autre chaîne de l’ascète, au même titre que les éléments qui formaient son ascèse quotidienne.
Le père Euthyme fut tout entier accaparé par l’idée de la construction du temple, ce dont témoigne bien une observation courte, mais profonde, suivant l’esprit de la poétique de l’Ancien Testament : « J’ai construit le Temple, et le Visage du Temple est devenu mien, et mon Visage est devenu Temple » .

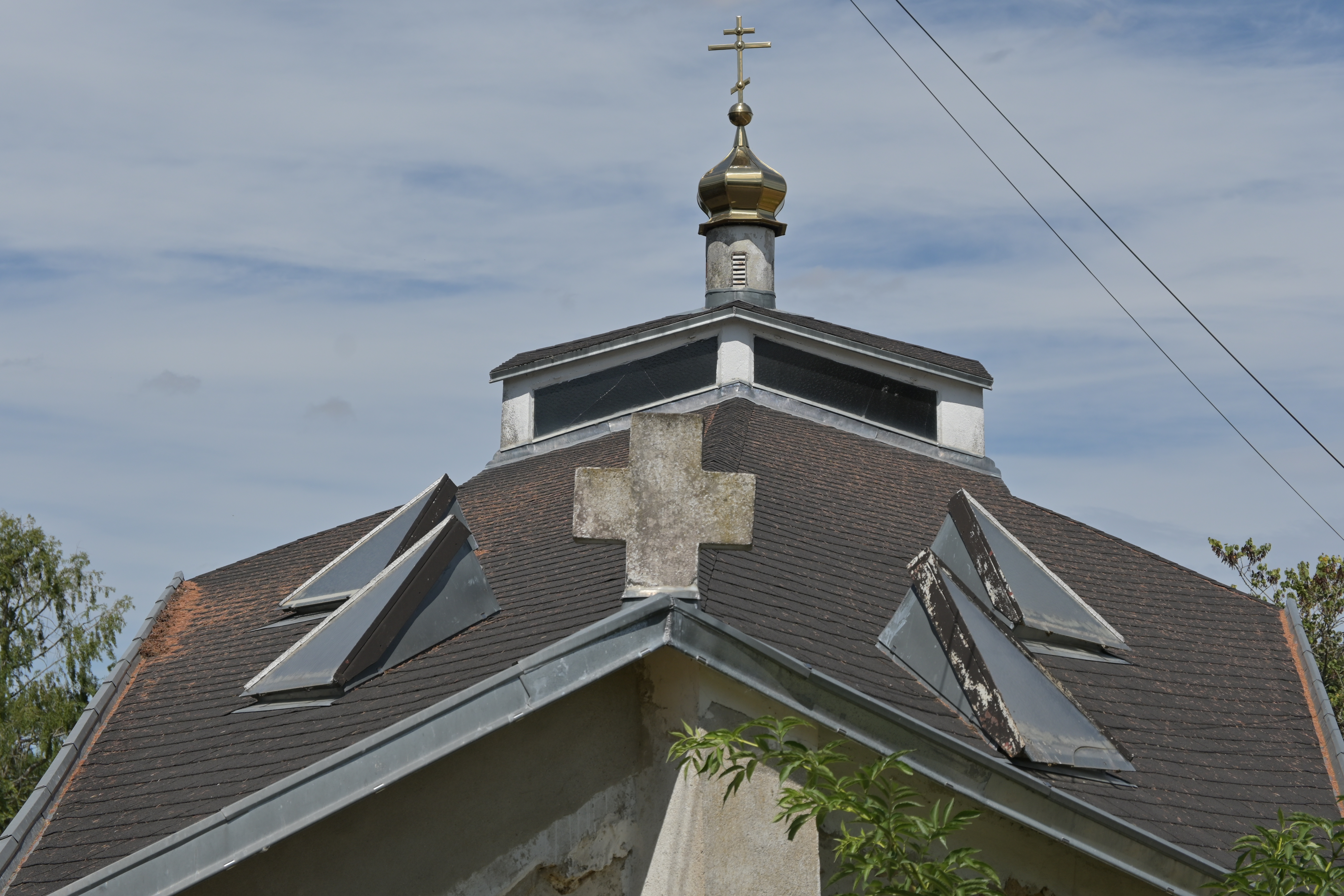
L’église Notre-Dame de Kazan, 2020

« La construction du temple se déroula suivant le diktat du plan », écrit-il encore. Cette conception qui ne comporte pas un seul angle droit, rappelle sur une symphonie visuelle, une partition de lignes brisées. L’on voudrait expliquer « l’excentricité » du projet, en le reliant directement aux recherches sophiologiques de l’auteur.
Dr. Phil. Alexander Markov considère le père Evfimy comme un penseur ésotérique de la diaspora russe, « dont les constructions théoriques n'étaient pas séparées de l'architecture théurgique ». Markov écrit : « L'église ND de Kazan près de Paris, construite et peinte selon son projet, était censée exprimer la métahistoire russe, créant un avenir spirituel pour toute la culture russe et orthodoxe. L'ambition du projet de l'archimandrite Euthyme <...> n'est comparable dans la culture russe qu'à la " Rose du monde " de D. L. Andreev, tandis que l'extrême formalisation de son système empêche l'interprétation de son héritage dans le cadre de la culture russe ».

## Œuvres
- (ru)  [Начертание и наречение решений Отрешенного (трактат архимандрита Евфимия)] — [Dessiner et désigner] — Archimandrite Euthyme (Wendt). « Dessiner et désigner les attaches du Détaché. Graphisme et grammaire du Dogme » (manuscrit). — Moisenay, 1968–1973.

- (fr) Archimandrite Euthyme. Simple temoignage. Mémoire du père Gregoire Krug (trad. moine Barsonophe; 6 pages; pdf).